# Joseph Guyader
Joseph Guyader foi um ciclista francês que participava em competições de ciclismo de pista. Guyader competiu na prova tandem nos Jogos Olímpicos de Verão de 1908 em Londres.